# Irene Ewing
Lady Irene Ewing (1883-1959) angol gyógypedagógus, a hallásnevelés történetében férjével, Sir Alexander Ewing (1896-1980) gyógypedagógussal együtt új korszakot nyitottak, a „Ewing-érát.”

## Munkássága
Férjével együtt egész életét a hallássérültek korai diagnosztizálásának és iskoláskor előtti otthoni (hometraining) és intézményes nevelésének szentelte. Irene Ewing 1919-ben lett a manchesteri egyetemen az ott a világon elsőként létesült ilyen speciális tanszéken (Department of Audiology and Education of the Deaf) a hallássérültek gyógypedagógiájának docense. Férje szintén ott dolgozott, 1944-64 között a tanszék vezetője volt. A „Ewing-éra” kiemelkedő eseménye az 1958-ban általuk Manchesterben megrendezett nemzetközi kongresszus volt (International Congress on Modern Educational Treatment of Deafness). 1959-ben az angol királynőtől nemesi rangot kaptak. Műveik nagy részét közösen írták:
- The handicap of deafness, 1938
- Opportunity and the deaf child, 1949
- Speech and the deaf child, 1954
- New opportunities for deaf children, 1958

## Önálló tanulmányaiból
- Lipreading, 1930
- Lipreading and hearing aids, 1944